# Mydlice (Raków)
Mydlice – kolonia w Polsce położona w województwie dolnośląskim, w powiecie wrocławskim, w gminie Długołęka.
W latach 1975–1998 miejscowość administracyjnie należała do województwa wrocławskiego.